# 遠藤雅也 (映画プロデューサー)
遠藤 雅也（えんどう まさなり、1941年10月28日 - ）は、日本の映画プロデューサー。東京都出身。千葉県我孫子市在住。日本大学芸術学部卒業。

## 主な作品

### 制作
- 混血児リカ ハマぐれ子守唄（1973年）
- 二つのハーモニカ（1976年）
- 野性の証明（1978年）
- 人魚がくれたさくら貝（1980年）
- 天平の甍（1980年）
- 海は見ていた（2002年）

### プロデュース
- 日本フィルハーモニー物語　炎の第五楽章（1981年）
- ひめゆりの塔（1982年）
- ブラックボード（1986年）
- 落葉樹（1986年）
- ドンマイ（1990年）
- 風の子どものように（1992年）
- チンパオ 陳宝的故事（1999年）